# 愚昧年代
《愚昧年代》（英語：The Age of Stupid）是2009年的英國電影，集合劇情、紀錄片和動畫片種。本片由電影《審判麥當勞》（McLibel）導演及10:10碳減排運動發起人法蘭妮·岩士唐（Franny Armstrong）執導，莉詩·姬烈特（Lizzie Gillett）在本片中初次擔任監製，執行監製是《九月的一天》（One Day in September）的監製約翰·巴特瑟克（John Battsek）。
故事發生於2055年滿目瘡痍的地球，彼特·普斯特李威（Pete Postlethwaite）飾演地球上最後一人，他獨自翻看2000年代中至後期的紀錄片段，提出發人深省的疑問：「為甚麼我們在仍能挽救的時候，沒有阻止氣候變化？」

## 劇情
故事始於2055年，地球已飽經戰禍和洪水蹂躪，生靈塗炭。彼特·普斯特李威飾演的歷史檔案員，肩負著保存人類尚存的藝術和知識的重大責任。他在聳立於汪洋中的歷史儲存庫裏，獨自翻看「在人類尚可自救時」的紀錄片段，試圖了解哪裏出錯。在大量關於氣候變化的影響以及人類文明一步一步走向滅亡的報道中，他抽出了21世紀初六位人物的故事，從他們的故事之中，似乎可以窺見人類大限將至。六段真人真事，以縱橫交錯的方式貫穿全片，將電影的敘述由虛構導向現實。這六位人物是：
Al Duvernay：美國新奧爾良居民，他在颶風卡特里娜吹襲期間沒有疏散，留下來協助救災工作。他憶述洪水將他的一切沖走時的感受，同時反思他從事的石油業工作和人類如何浪費珍貴資源的問題。
Jehangir Wadia：印度商人。他講述創辦廉價航空公司GoAir的經過，以及希望實現不論貧富、人人都能夠乘搭飛機的宏願。
Jamila和 Adnan：一對伊拉克的小兄妹，在伊拉克戰爭期間與家人逃亡到約旦。他們講述父親身亡的經過，以及渴望與留在家鄉的哥哥團聚的心願。
Fernand Pareau：82歲的法國白朗峰冰川嚮導。他帶領一個英國家庭遊覽冰川，講述跟他年輕的時候比較，過去數十年冰川面積如何急劇縮小。他也採取行動，反對在他居住的地區擴建公路。
Piers Guy：風力場發展商，他講述如何努力遊說英國一條村落採用再生能源，但被一群聲稱力抗全球暖化、卻不願被風車破壞景觀的村民阻撓。他與家人身體力行減少碳足印，並反思乘搭飛機旅遊的影響。
Layefa Malemi：尼日利亞女子，生於富庶的石油出產國，卻活於貧窮之中，志願是讀醫。她講述尼日利亞的蜆殼公司開採石油，對尼日利亞人民的健康、治安和環境帶來的持續影響。

## 公映
本片在2009年3月15日，在英國倫敦萊斯特廣場用太陽能發電的電影帳篷舉行首映，並透過衛星在英國各地 62 間電影院放映。是次首映禮已列入健力士世界紀錄，成為以銀幕數目計算歷來最大型的電影首映禮。根據 Carbon Accounting Systems 進行的獨立審計，是次首映禮的碳排放量是一般大片首映禮的 1%。在公映後的討論會上，電影主角彼特·普斯特李威聲言，假如政府批准在肯特郡興建備受爭議的京士諾夫燃煤發電廠，他便會交還大英帝國勛章。
馬爾代夫總統穆罕默德·納希德（Mohamed Nasheed）宣布該國將成為全球首個達到碳中和（carbon neutral）的國家時，更獲得全場起立鼓掌致敬。

2009年8月19日，澳洲悉尼和紐西蘭奧克蘭同步舉行《愚昧年代》的綠地氈首映禮，透過衛星傳送到兩地多間電影院。
2009年9月21及22日，《愚昧年代》在紐約市中心的綠地氈電影院帳篷舉行「全球首映」，透過衛星傳送到美國各地442間電影院，及30多個國家超過200間電影院，此外還有33個國家舉行獨立公映（非透過衛星連接）。著名音樂人Moby及Radiohead樂隊成員Thom Yorke在紐約首映禮作現場表演，特別嘉賓包括前聯合國秘書長科菲·安南、名模演員海瑟·葛拉罕（Heather Graham）及影星吉蓮·安德森（Gillian Anderson）。但他們大多都專程乘搭飛機到紐約出席，因此被反環保電影人 Phelim McAleer 諷刺本片應稱為《虛偽年代》（Age of Hypocrisy）才對。

## 影評
環保人士George Monbiot在英國《衛報》撰文，認為「本片的訊息從頭到尾都沒有點明，但一直呼之欲出：我們都愛自欺欺人。每個人講述自己的人生，都會將自己塑造成英雄人物。這種迷思使我們無法與承認氣候變化。」
《Time Out London》雜誌的電影版編輯Dave Calhoun認為：「岩士唐鏡頭下的滿是末日景象，但她的編採技巧紮實、發人深省，而且經過深思熟慮。」又形容本片「富趣味和引人入勝」。

《時代雜誌》認為本片「以豐富的想像力和戲劇性，抨擊當局自以為可以瞞天過海。」又指：「這是一部毫無掩飾的環保影片，它的力量在於提出日子和期限，探索不同的選擇和想法，指出元兇……。」

《每日電訊報》的影評人Sukhdev Sandhu說：「大膽，極具挑釁性，非常重要，岩士唐的電影既是內心的呼喚，也是要求改變的吶喊。」

爛番茄網站根據僅有的七篇影評，給予本片86%的評分。
《紐約時報》形容本片「比《絕望真相》（內地譯作：《難以忽視的真相》，台譯：《不願面對的真相》）更嚴厲，有更警世的激辯。」並注意到整部電影瀰漫著黑色幽默，但也批評片中粗糙的電腦動畫。
《悉尼晨鋒報》形容本片是「輓歌般的當頭棒喝；沒有咄咄相逼，但卻使人難以忽視。本片探討的是人性、貪婪和個人責任，目的是要阻嚇和激發行動，而它在這兩方面都做得很好。」
《太陽報》的評論指：「現實世界已經一片末日景象。」

## 拍攝背景
本片在七個國家拍攝，歷時三年，採用了六個不同人物的紀錄片段、新聞資料和動畫（主要由虛擬樂團街頭霸王（Gorillaz）的動畫創作者 Passion Pictures 製作）。最初剪接的版本並無歷史檔案員的角色，那是後期加上去的，將六個故事連繫起來。

## 群眾集資
本片的資金由「群眾集資」，透過出售「股份」予223名贊助500至35,000英鎊的個人及團體，籌得其中45萬英鎊，這些團體包括曲棍球隊和婦女保健中心等等，主要是為了接觸更多主流小型戲院的觀眾，但同時也是為了完全保持編輯自由。這些投資者都擁有本片的若干百分比，也會按比例分享利潤，和分擔105名攝製人員微薄的薪酬。
在片長55分鐘的《愚昧年代製作特輯》紀錄片中，「愚昧隊伍」透露他們為攝製本片而不遺餘力的經歷。

## 製作
根據監製計算，製作本片的碳足印約為95公噸二氧化碳，宣傳工作約為57公噸二氧化碳。

## 發行
2009年5月22日，《愚昧年代》攝製隊伍推出了他們的獨立放映模型，以嶄新形式發行本片，允許任何人在任何地方購買放映許可權，價格根據放映者的財政狀況而定，然後重要的是，他們可以保留門票收益。5月22日的公映於The RSA舉行，其後舉行網絡廣播研討會
，全國有71場公映觀看了該研討會。
獨立公映模型隨即大受歡迎，在首四個月就接到682個公映預約，賺得55,000英鎊。在扣除軟件開發成本後，所有收益都歸於群眾集資的投資者，沒有中間人從中取利。
由2009年11月開始，其他製片人亦會主辦獨立公映。

## 音樂
電影原聲大碟收錄Radiohead、Depeche Mode、Dragnerve及The Band of Holy Joy的歌曲，亦有Chris Brierley創作的交響樂配樂。

## 《愚昧節目》
為了深入淺出地解釋圍繞氣候變化的地緣政治問題，《愚昧年代》攝製隊伍在丹麥首都哥本哈根舉行的哥本哈根聯合國氣候變化會議（2009年12月7日至18日）進行了游擊攝製，名為《愚昧節目》。全部八集、每集40-60分鐘的節目由法蘭妮·岩士唐主持，由2009年12月11日星期五開始每日網上直播，直至會議在12月19日星期六結束為止。
《愚昧節目》的目的，是利用幽默笑話、噱頭、錄像片段、圖片說明，以及訪問身在哥本哈根出席峰會的各國代表、氣候變化專家和環保份子，令普羅大眾能明白哥本哈根談判的內容。節目內容包括樂隊 Radiohead 歌手兼環保專家 Thom Yorke，訪問加拿大作家娜奧美·克萊恩（Naomi Klein），並在中美洲國家伯利茲對開海底安裝攝影機，拍攝氣候變化如何摧毀珊瑚礁。攝製隊共有九人，全部都曾與岩士唐合作，參與《愚昧年代》的攝製工作。

## 10:10碳減排運動
從《愚昧年代》衍生的一項計劃是10:10碳減排運動，這是全英國的一項環保運動，目標是鼓勵所有英國人在2010年將自己的碳排放減少至少 10%。法蘭妮·岩士唐主持希望以10:10碳減排運動來輔助她的電影宣傳：《愚昧年代》主要目的是提醒人們關注氣候變化，意識到這是全人類有待解決的危機；而10:10碳減排運動則是人們在如此急切和艱巨的難題面前，應該採取的積極行動。雖然10:10碳減排運動和《愚昧年代》的目標和策略有重疊之處，但兩者是由兩個不同組織運作，職員和經費來源都是各自獨立的。

## 外部連結
- The Age of Stupid （页面存档备份，存于） 官方網站
- Indie Screenings （页面存档备份，存于）
- Not Stupid
- 互联网电影数据库（IMDb）上《The Age of Stupid》的资料（英文）
- 爛番茄上《The Age of Stupid》的資料（英文）
- Thethirdestate.net, The Age of Stupid reviewed.
- Reviews by climate change educators （页面存档备份，存于）